# Galopina crocyllioides
Galopina crocyllioides là một loài thực vật có hoa trong họ Thiến thảo. Loài này được Bär mô tả khoa học đầu tiên năm 1923.